# Dragueur de mines de classe FM
La classe FM (acronyme de l'allemand Flachgehende Minensuchboote) était une classe de dragueurs de mines de la marine impériale allemande à la fin de la Première Guerre mondiale. Au total, 47 navires de la classe ont été achevés avant la fin de la guerre.

## Construction
La marine impériale allemande a commandé auprès de plusieurs chantiers navals, en deux groupes, un total de 66 navires adaptés au déminage des eaux côtières peu profondes. Le premier groupe comprenait les navires de FM 1 à FM 36 et le second groupe le reste. La commande de dix-neuf navires a été annulée à la fin de la guerre. Tous les navires étaient marqués des lettres FM, ainsi que d’un numéro séquentiel. La plupart des navires qui ont survécu à la guerre ont été vendus, après quoi ils ont été convertis en navires fluviaux.

## Service

### Marine polonaise
Le 24 septembre 1920, la Pologne achète quatre navires appartenant à la classe comme dragueurs de mines pour 7,2 millions de marks allemands. Les navires ont été mis en service le 1er mars 1921, lorsqu’ils ont été désignés Czajka (ex-FM 2), Jaskółka (ex-FM 27), Mewa (ex-FM 28) et Rybitwa (ex-FM 31). Les navires étaient armés d’un canon de 47 millimètres et étaient équipés de deux mitrailleuses Hotchkiss de 13,2 millimètres comme armement antiaérien. Ils étaient également équipés de mines afin de pouvoir transporter 20 mines si nécessaire. Les navires ont été retirés du service en 1931, après quoi l’ORP Mewa a été converti l’année suivante en navire d’exploration aquatique Pomorzanin.

### Marine albanaise
L’Albanie a acheté deux des navires qui servaient de canonnières. Les navires FM 16 et FM 23 ont été désignés Sqipnia et Sqenderbeg. Les navires ont quitté le service en 1935.

### État portugais
Le FM 19 a été vendu au Portugal, qui a utilisé le navire pour contrôler ses zones de pêche sous le nom de Raoul Cascaes. Le navire a quitté le service en 1936.

### Marine persane
Le FM 24 a été vendu comme canonnière à la Perse, qui a nommé le navire Fatiya. Le navire a ensuite été nommé d’abord Pahlav puis Shanin avant d’être mis au rebut en 1941.